# Satz von Fodor
Der Satz von Fodor (auch: Pressing Down Lemma) ist ein Satz aus der Mengenlehre, der 1956 von dem ungarischen Mathematiker Géza Fodor entdeckt wurde. Er besagt, dass es für bestimmte Funktionen immer große (d. h. stationäre) Teilmengen gibt, auf denen diese lediglich einen Wert annehmen.

## Aussage
Sei {\displaystyle S\subseteq \kappa } eine stationäre Teilmenge einer regulären, überabzählbaren Kardinalzahl {\displaystyle \kappa }. Ist {\displaystyle f\colon S\to \kappa } eine regressive Funktion, d. h. gilt {\displaystyle f(\alpha )<\alpha } für alle {\displaystyle \alpha \in S\setminus \{0\}}, so gibt es eine stationäre Menge {\displaystyle T\subseteq S}, auf der {\displaystyle f} konstant ist, d. h. es existiert ein {\displaystyle \gamma \in \kappa }, sodass {\displaystyle f(\alpha )=\gamma } für alle {\displaystyle \alpha \in T} gilt.

## Beweis
Annahme, die Aussage gilt nicht: Dann wäre für jedes {\displaystyle \gamma \in \kappa } die Menge {\displaystyle D_{\gamma }=\{\alpha \in \kappa \mid f(\alpha )=\gamma \}} nichtstationär. Daher sind die Komplemente {\displaystyle D_{\gamma }^{\mathrm {C} }} jeweils Obermengen von  club-Mengen, also Elemente des club-Filters {\displaystyle {\mathcal {C}}_{\kappa }}. Dieser ist gegenüber diagonalen Schnitten abgeschlossen, daher gilt {\displaystyle \textstyle C=\bigtriangleup _{\gamma <\kappa }D_{\gamma }^{\mathrm {C} }=\{\alpha \in \kappa \mid \alpha \in \bigcap _{\gamma <\alpha }D_{\gamma }^{\mathrm {C} }\}\in {\mathcal {C}}_{\kappa }}. Da {\displaystyle S} stationär ist, ist {\displaystyle S\cap C\neq \emptyset }. Für {\displaystyle \alpha \in S\cap C} gilt aber: {\displaystyle \forall \gamma <\alpha :\alpha \notin D_{\gamma }}, also {\displaystyle f(\alpha )\neq \gamma } für alle {\displaystyle \gamma <\alpha }. Dies steht im Widerspruch zur Regressivität. Also ist die Annahme falsch, das heißt, es gibt eine solche stationäre Menge.